# Bíró Nikolett (labdarúgó)
Bíró Nikolett (Budapest, 1992. szeptember 25. –) labdarúgó, hátvéd. Jelenleg a Hegyvidék SE játékosa.

## Pályafutása
2004-ben az Újbuda TC csapatában kezdte a labdarúgást. 2008 tavaszán az Olimpia NFK, majd a 2008–09-es idényben a Völgységi NSE korosztályos együttesében szerepelt. 2009 óta a Hegyvidék játékosa. Tagja volt a 2009–10-es és a 2011–12-es másodosztályú bajnokcsapatnak. Az élvonalban 2012. augusztus 18-án a Nagypáli ellen mutatkozott be, ahol csapata 1–0-s győzelmet aratott.

## Sikerei, díjai
- NB II
  - bajnok: 2009–10, 2011–12